# Gabriele Baldini
Gabriele Baldini (Roma, 29 agosto 1919 – Roma, 18 giugno 1969) è stato un anglista, scrittore e traduttore italiano.

## Biografia
Figlio dello scrittore Antonio Baldini, e di Elvira Cecchi, compì gli studi a Roma, dove all'Università, ebbe come maestri, tra gli altri,  Mario Praz - suo relatore - e Natalino Sapegno. Dopo la laurea visse a Cambridge come Research Fellow e poi tornò in Italia dove insegnò Letteratura inglese a Pisa, Trieste, Napoli e infine a Roma. Qui ebbe come assistente Giorgio Manganelli.  Nel 1950 sposò Natalia Ginzburg, vedova di Leone Ginzburg.
Curatore di una rigorosa edizione dell'intera opera di William Shakespeare, ha pubblicato studi sulla letteratura inglese dal medioevo all'Ottocento ed ha tradotto opere di Oliver Goldsmith, Theodore Dreiser, Edgar Allan Poe, Ero e Leandro e Edoardo II di Christopher Marlowe, La duchessa di Amalfi di John Webster, 1984 di George Orwell, L'airone di Charles Morgan, L'uomo che diventò donna di Sherwood Anderson, Il terzo uomo e L'idolo infranto di Graham Greene, La mia Antonia di Willa Cather e La saga di Tietjens di Ford Madox Ford.
Appassionato di musica e di cinema, ha svolto inoltre attività di critico cinematografico e critico televisivo nonché di sceneggiatore (per I promessi sposi di Mario Camerini), ha scritto anche opere di narrativa e un saggio biografico sull'opera di Giuseppe Verdi, pubblicati postumi.

## Opere
- Panzini. Saggio critico, Brescia, Morcelliana, 1941.
- Edgar A. Poe. Studi, Brescia, Morcelliana, 1947.
- Poeti Americani (1662-1945), Torino, De Silva, 1949.
- Melville o le ambiguità, Milano-Napoli,  Riccardo Ricciardi Editore, 1952.
- John Webster e il linguaggio della tragedia, Roma, Edizioni dell'Ateneo, 1953.
- England's Helicon. Antologia delle Letterature in lingua inglese con un breve disegno di storia letteraria, Torino, Lattes, 1953.
- Caratteri e personaggi e altri studi sulla poesia e la poetica del Rinascimento inglese, Napoli, Pironti, 1954.
- Teatro inglese della Restaurazione e del '700, Firenze, Sansoni, 1955.
- Ruzante e Falstaff, Firenze, 1956.
- Le tragedie di Shakespeare, Torino, ERI, 1957.
- La tradizione letteraria dell'Inghilterra medioevale, in:  Storia della Letteratura Inglese, collana Letterature e civiltà n.10, Torino, Edizioni Radio Italiana, 1958.
- Narratori americani dell'800, Torino, ERI, 1959.
- Il dramma elisabettiano, Milano, Francesco Vallardi, 1962; Roma, Edizioni di Storia e Letteratura, 2003.
- Le fonti per la biografia di William Shakespeare, Firenze, Le Monnier, 1963.
- La fortuna di Shakespeare (1593-1964), 2 voll., Milano, Il Saggiatore, 1964, 1965.
- Manualetto shakespeariano, Torino, Einaudi, 1964.
- Le rondini dell'Orfeo, Torino, Einaudi, 1965 (memorie, dedicato alla moglie Natalia Ginzburg)
- Le acque rosse del Potomac, Rizzoli, Milano, 1967 (raccolta di recensioni cinematografiche e televisive)
- La poesia tragica di Shakespeare, Collana classe unica n.65, Torino, ERI, 1969.
- Selva e torrente, Nota di Giorgio Manganelli, Torino, Einaudi, 1970. (narrativa, postumo)
- Le muse, Roma, 1971.
- Abitare la battaglia. La storia di Giuseppe Verdi. Con gusto e dottrina uno spettatore di genio ricostruisce la vita e le opere di Verdi, a cura di Fedele d'Amico, Milano, Garzanti, Milano, 1970. (postumo)
- Memorietta sul colore del vento e altri scritti del capitano B.N. Cizico, con uno scritto di Giorgio Bassani, Collezione Scrittori italiani e stranieri, Milano, Mondadori, luglio 1973. (narrativa, postumo)

### Traduzioni
- Arden of Faversham, 1947.
- Christopher Marlowe, Edoardo II, 1947. - ried. ampliata, Firenze, 1954.
- Sherwood Anderson, L'uomo che diventò donna, 1949.
- George Orwell, 1984, Milano, Mondadori, 1950.
- Graham Greene, Il terzo uomo. L'idolo infranto, Milano, Bompiani, 1951.
- Theodore Dreiser, Nostra sorella Carrie, Torino, Einaudi, 1951.
- Christopher Marlowe-William Shakespeare, Ero e Leandro. Venere e Adone, due poemetti Elisabettiani, Parma, Guanda, 1952. - Collezione di teatro n.23, Torino, Einaudi, 1965.
- Opere complete di William Shakespeare, collana Classici Rizzoli, tradotte, curate e annotate da G. Baldini, 3 voll., Milano, Rizzoli, 1963.

### Prefazioni
- L'opera completa di Hogarth, collana Classici dell'arte, Milano, Rizzoli, 1967.
- Dylan Thomas, Poesie, Milano, Mondadori, 1970.
- Edgar Allan Poe, Racconti, Milano, Garzanti, 1970.